# MANNISH BOYS
MANNISH BOYS（マニッシュボーイズ）は、斉藤和義と中村達也によるロックユニット。

## 略歴
2011年、斉藤和義と中村達也で結成。7月24日のJOIN ALIVEを皮切りに、7月31日のフジロック・フェスティバルでは「GYPSY AVALON」ステージの「アトミック・カフェ」、8月28日のARABAKI ROCK FEST.11に出演。初めは斉藤の曲をボーカル・アコースティックギター・ドラムという編成で構成されていたが、2012年にファーストアルバム『Ma! Ma! Ma! MANNISH BOYS!!!』を制作してからのライブはエレキギターを中心に激しいライブを展開している。
ライブでは開演前のSEとしてMANNISH BOYSの名前の由来となったアメリカのブルースマン、マディ・ウォーターズの「マニッシュ・ボーイ」も使われているが、MANNISH BOYS自身は斉藤のギターボーカルと中村のドラムに、サポートメンバーの堀江博久がベースとキーボードとして加わる3ピース編成を基本にロック中心のライブを行っている。斉藤と中村の2ピース編成やゲスト演奏者を加えた4人編成など様々なタイプのライブも行っている。
斉藤和義のファンクラブ会報でドラムの中村達也は「MANNISH BOYSが世界征服をして、人気ロックバンドONE OK ROCKをギャフンと言わせる」とコメントしている。
2014年には、滝藤賢一の初主演ドラマ『俺のダンディズム』（テレビ東京系）の主題歌を担当。番組の毎週のエンディングに、滝藤がMANNISH BOYSと一緒に歌う「I am Dandy」のミュージックビデオが使われた。
2014年9月、2ndアルバム『Mu? Mu? Mu? MANNISH BOYS!!!』が発売された。このアルバムはドラマタイアップの2ndシングル「I am Dandy」に加え、1stシングルである「天使とサボテン」も収録され、音楽ユニットMANNISH BOYSとして本格的なキャリアのスタートとなった。1曲目は、中村の愛車であるSUZUKIのバイク「GS750」がタイトルになっている。2曲目の「GO! GO! Cherry Boy!」は、歌詞も曲調も歌詞中にあるクロマニヨンズへのオマージュのような曲であり、ライブの定番曲となっている。6曲目の「本を捨てるなら雨降りの日に」では、俳優としても活動する中村の朗読が披露されている。このアルバムではアナログ盤も発売された。CDの初回限定盤には、たくさんありすぎてアルバムに収まりきらなかったという斉藤と中村のセッション音源からの7曲と、本編曲のインストバージョン5曲が収録された特典CDが付属している。
2016年10月、3rdアルバム『麗しのフラスカ』が発売された。このアルバムでは、多くのミュージシャンを制作に迎えMANNISH BOYSの音楽がさらに進化した。一曲目の「グッグッギャラッグッグ」は音楽プロデューサーの蔦谷好位置がアレンジ。インタビューなどで斉藤は、蔦谷のデモテープにインスパイアされて歌詞を書いたと答えている。ベースはストレイテナーで活動する日向秀和が担当。日向は「Jungle Hurricane」でもベースを担当。こちらの曲では加えて、タブゾンビがトランペット、田中邦和がバリトンサックスを担当している。「真っ赤なバレリーナ」は、斉藤のライブでのサポート経験もある鹿野洋平（my hawaii）がアレンジ。それぞれのミュージシャンの持つ多様な音楽性がミックスされ、様々なジャンルの音楽が取り入れられた。さらに、MANNISH BOYSの二人も新たな楽器を使用。「ダンゴムシ」では中村がベースを担当し、「My Dear FLASKA」では、斉藤と中村がともにトランペットを披露。11月からスタートした "麗しのフラスカ"ツアーでもトランペットが演奏された。斉藤はMANNISH BOYSだけでなく、自身のライブでも時折トランペットを披露している。
また、初回限定盤のボーナストラックとして「RISING SUN ROCK FESTIVAL 2016 in EZO」で共演した東京スカパラダイスオーケストラとのライブセッションを3曲収録。さらに、ファッションブランドLEPSIMとのタイアップ曲「1.2.3.4」も収録されている。これはLEPSIMの2016AWキャンペーンソングとして書き下ろされ、ブランドキャラクターとして戸田恵梨香が主演したショートムービーの主題歌となった。
2018年、2月から公開された映画『チェリーボーイズ』に「GO! GO! Cherry Boy!」が主題歌として起用された。
2019年1月、EP『Naked』が発売された。3rdアルバムから一転、シンプルに二人のセッションから生まれた楽曲で構成されたアルバムとなった。オリコンチャートでは週間で初の10位以内にランクイン。9位をマークした。
2020年10月、第15回札幌国際短編映画祭に出品された『アトムの血』（手塚旬子監督／黒田征太郎原案）に「LOVE&LOVE」（新録）を提供した。
2022年6月、デビュー10周年を記念した三年ぶりの全国ツアーを開催。初のライブ映像作品『MANNISH BOYS LIVE BOX ～Pieces of 10 years～』も発売された。

## ディスコグラフィ

### シングル
|     | 発売日        | タイトル       | 規格 | 規格品番                                                        | 最高順位 | 備考                                                                        |
| --- | ------------- | -------------- | ---- | --------------------------------------------------------------- | -------- | --------------------------------------------------------------------------- |
| 1st | 2013年4月17日 | 天使とサボテン | CD   | NCS-867                                                         | 16位     | タワーレコード限定シングル。10000枚限定生産。                               |
| 2nd | 2014年6月18日 | I am Dandy     | CD   | VICL-36931（初回限定盤） VICL-36932（通常盤）                   | 16位     | テレビ東京系ドラマ『俺のダンディズム』主題歌。                              |
| 3rd | 2015年6月24日 | 曲がれない     | CD   | NZS-777（初回限定盤＋曲がれないバッグ） NCS-10100（初回限定盤） | 20位     | タワーレコード限定シングル。カップリングにシーナ&ザ・ロケッツのカバー収録。 |

### アルバム
|     | 発売日         | タイトル                    | 規格              | 規格品番                                              | 最高順位 | 備考                                                              |
| --- | -------------- | --------------------------- | ----------------- | ----------------------------------------------------- | -------- | ----------------------------------------------------------------- |
| 1st | 2012年9月19日  | Ma! Ma! Ma! MANNISH BOYS!!! | CD                | VICL-63919                                            | 19位     |                                                                   |
| 2nd | 2014年9月17日  | Mu? Mu? Mu? MANNISH BOYS!!! | 2CD               | VIZL-969（初回限定盤）                                | 11位     | 初回限定盤のみ12曲入りスペシャルCD 『Jam! Mu! MANNISH BOYS!!!』付 |
| 2nd | 2014年9月17日  | Mu? Mu? Mu? MANNISH BOYS!!! | CD                | VICL-64969（通常盤）                                  | 11位     | 初回限定盤のみ12曲入りスペシャルCD 『Jam! Mu! MANNISH BOYS!!!』付 |
| 2nd | 2014年9月17日  | Mu? Mu? Mu? MANNISH BOYS!!! | アナログ＋Tシャツ | VIZL-970（完全生産限定オリジナルTシャツ付アナログ盤） | 11位     | 初回限定盤のみ12曲入りスペシャルCD 『Jam! Mu! MANNISH BOYS!!!』付 |
| 3rd | 2016年10月19日 | 麗しのフラスカ              | CD                | VICL-65003（初回限定盤）                              | 13位     | 初回限定盤のみBonusTrack4曲収録                                   |
| 3rd | 2016年10月19日 | 麗しのフラスカ              | CD                | VICL-65004（通常盤）                                  | 13位     | 初回限定盤のみBonusTrack4曲収録                                   |
| EP  | 2019年1月9日   | Naked                       | CD                | VICL-65090                                            | 9位      | 8曲入りEP盤                                                       |

### 映像作品
|     | 発売日       | タイトル                                     | 規格 | 規格品番 | 備考                                                                          |
| --- | ------------ | -------------------------------------------- | ---- | -------- | ----------------------------------------------------------------------------- |
| 1st | 2022年6月1日 | MANNISH BOYS LIVE BOX 〜Pieces of 10 years〜 | DVD  | NZS-882  | DVD三枚組全50曲収録、写真集（全132ページ）付 ビクターオンラインストア限定販売 |

### 参加作品
| 発売日         | タイトル | 規格品番              | 収録曲                                                    |
| -------------- | --- | --------------------- | --------------------------------------------------------- |
| 2016年12月14日 | 東京スカパラダイスオーケストラ『「叶えた夢に火をつけて燃やす LIVE IN KYOTO 2016.4.14」&「トーキョースカジャンボリーvol.6 /2016.8.6」』 | CTBR-92119 CTXR-92121 | 7,Mach Venus w/ MANNISH BOYS 8,曲がれない w/ MANNISH BOYS |

## ミュージックビデオ
| 監督         | 曲名                          |
| 柿本ケンサク | 「Dark is easy」(出演:Rio)    |
| スミス       | 「天使とサボテン」            |
| 番場秀一     | 「I am Dandy」(出演:滝藤賢一) |

## タイアップ一覧
| 使用年 | 曲名                 | タイアップ                                                                                             |
| ------ | -------------------- | --- |
| 2012年 | Dark is easy         | リコーイメージング「PENTAX K-30」CMソング                                                              |
| 2014年 | I am Dandy           | テレビ東京系ドラマ『俺のダンディズム』主題歌                                                           |
| 2014年 | 週末のファンファーレ | TBS系『S☆1』テーマソング                                                                               |
| 2016年 | 1.2.3.4              | LEPSIM「2016 AUTUMN/WINTERキャンペーン」スペシャルムービー『世界でいちばん偉大な魔女』タイアップソング |
| 2018年 | GO! GO! Cherry Boy!  | 映画『チェリーボーイズ』主題歌                                                                         |
| 2020年 | LOVE&LOVE（新録）    | 短編映画『アトムの血』提供楽曲                                                                         |

## 主なライブ

### ワンマンライブ・主催イベント
- 2012年09月20日〜10月22日 - MANNISH BOYS Presents ～CRAZY FRIENDS' COMING TO TOWN～
w/So many tears/奥田民生/細美武士/阿部真央/OVERGROUND ACOUSTIC UNDERGROUND/the day
- 2013年04月30日〜05月20日 - The Birthday & MANNISH BOYS presents 『WEEKEND LOVERS'13』
w/Heavenstamp
- 2014年09月22日〜10月29日 - GO! GO! MANNISH BOYS!!! 2014ワンマンツアー!!!《全国14ヶ所14公演》
- 2015年06月25日〜07月05日 - MANNISH BOYS 2015 TOUR 2ケツversion《全国6ヶ所6公演》
- 2015年07月11日〜07月28日 - MANNISH BOYS 2015 TOUR 3ケツversion《全国7ヶ所7公演》
w/堀江博久
- 2016年11月03日〜2017年01月27日 - MANNISH BOYS "麗しのフラスカ" TOUR 2016-2017《全国30ヶ所30公演》
w/堀江博久、青木ケイタ（ツアー後半よりバリトンサックスで参加）
- 2019年01月12日〜03月03日 - MANNISH BOYS 2019 TOUR "Naked ～裸の逃亡者～" 《全国22ヶ所22公演》
w/堀江博久、ウエノコウジ（ツアー後半よりベースで参加）
- 2022年06月01日〜16日 - MANNISH BOYS Anniversary LIVE TOUR 2022 "〜GO! GO! MANNISH BOYS! 叫び足りないロクデナシ〜" 《全国6ヶ所6公演に加え、9月2日札幌で追加公演》

### 出演イベント
- 2011年07月24日 - JOIN ALIVE 2011
- 2011年07月31日 - FUJI ROCK FESTIVAL '11
- 2011年08月28日 - ARABAKI ROCK FEST.11
- 2011年12月29日 - FM802 ROCK FESTIVAL RADIO CRAZY 2011
- 2012年07月22日 - JOIN ALIVE 2012
- 2013年05月25日 - TOKYO METROPOLITAN ROCK FESTIVAL 2013
- 2013年07月27日 - FUJI ROCK FESTIVAL '13
- 2013年09月22日 - 中津川 THE SOLAR BUDOKAN 2013
- 2015年01月31日〜02月16日 - 中村達也 9 Souls -Anniversary of Drums Beast-
- 2015年07月18日 - JOIN ALIVE 2015
- 2015年07月24日 - FUJI ROCK FESTIVAL '15
- 2015年08月02日 - オハラ☆ブレイク '15夏
- 2015年08月06日 - 東京スカパラダイスオーケストラ presents トーキョースカジャンボリー vol.6
- 2016年08月07日 - オハラ☆ブレイク '16夏
- 2016年08月13日 - RISING SUN ROCK FESTIVAL 2016 in EZO
- 2016年08月20日 - WILD BUNCH FEST. 2016
- 2016年08月27日 - SPACE SHOWER SWEET LOVE SHOWER 2016
- 2016年09月04日 - RADIO BERRY ベリテンライブ2016 Special
- 2016年09月11日 - 中津川 THE SOLAR BUDOKAN 2016
- 2017年02月07日 - 森亀橋 2017 presents Your Songs, Our Songs powered by FM COCOLO765
- 2017年03月25日 - Rocks ForChile
- 2017年04月08日 - SYNCHRONICITY'17
- 2017年04月30日 - ARABAKI ROCK FEST.17
- 2018年12月26日 - chidoriya rocks 69th
- 2018年12月27日 - FM802 ROCK FESTIVAL RADIO CRAZY 2018
- 2022年09月04日 - JOIN ALIVE 2022
- 2023年03月09日 - MARK'E Rolling 70 -RADIO DAYS-

### テレビ番組
- 「The Covers」（2014年09月29日、NHK BSプレミアム）[16]
演奏曲：スニーカーぶる～す（近藤真彦）、宿無し（世良公則&ツイスト）、GS750（MANNISH BOYS）、GO! GO! Cherry Boy!（MANNISH BOYS）
- 「The Covers」（2016年10月17日、NHK BSプレミアム）[17]
演奏曲：男達のメロディー（SHŌGUN）、ユー・メイ・ドリーム（シーナ&ザ・ロケッツ）、Only You（MANNISH BOYS）
- 「プレミアMelodiX!」（2016年10月31日、テレビ東京）
演奏曲：グッグッギャラッグッグ（MANNISH BOYS）

## 関連人物
- 蔦谷好位置
- 堀江博久
- 青木ケイタ
- ウエノコウジ